# Liste schwäbischer Adelsgeschlechter/E

## E
| Name                    | Stammsitz | Stand                                | Anmerkungen zu Geschichte und Verbreitung | Mitgliedschaft in Adelsvereinigungen, Bündnissen oder Matrikeln | Links zu relevanten Bildergalerien                                                                                     | Wappen                  |
| Ebersberg               | Schloss Ebersberg (Gemeinde Auenwald) | Ritter                               | Nebenlinie der Herren von Jagstberg; 1226 erstmals erwähnt; 1328 Verkauf des Stammsitzes an das Haus Württemberg und Übersiedlung nach Höpfigheim, dort 1415 im Mannesstamm erloschen | | Burg Ebersberg bei Lippoldsweiler                                                                                      | Alberti                 |
| Eberstein, Grafen von   | Alt-Eberstein Schloss Eberstein (Gernsbach) | Grafen                               | 1085/1120 Edelfreie die sich nach Burg Eberstein benennen Grafen seit 1200/1270 vor 1272 Bezug des neuen Schlosses in Gernsbach 1219 Erbteilung 1283 Markgrafen von Baden erwerben die Hälfte von Alt-Eberstein 1387 Verkauf des größten Teils der Grafschaft an Baden 1660 im Mannesstamm erloschen | Leitbracken Schwäbischer Reichskreis | Ratsitzung Graf Eberhard des Milden von Württemberg (regierte 1392–1417) Graf von Eberstein Nr. 16 weitere Bilder hier | Scheibler Siebmacher    |
| Eben, Ebner von Ebnet   | Eben in Tirol | Ritter                               | erwähnt 1227; Eselsburg, Fleinheim, Schnaitheim, Anteil Magolsheim (15./16. Jh.) | | | Siebmacher              |
| Eberz                   | Isny im Allgäu | Patrizier, Adelsstand seit 1543      | Isny im Allgäu und in der Oberpfalz | | weitere Bilder hier | Siebmacher              |
| Eckentall               | Eggenthal |                                      | erwähnt von 1130 bis 1457 | Leitbracken | | Ingeram-Codex           |
| Echterdingen            | Obere und Untere Burg Echterdingen | Ritter                               | Nebenlinie derer von Bernhausen; im 14. Jahrhundert erloschen | | |                         |
| Edelsteten, Ettlinstett | Memmingen | Patrizier, Adelsstand seit 1545      | erloschen 1647; Heimertingen (Do, 1386–1589) | Kanton Donau | | Siebmacher              |
| Ehingen                 | Ehingen heute Teil von Rottenburg am Neckar | Ritteradelig                         | Georg von Ehingen Stadt und Schloss Obernau die Hälfte von Bühl (bis 1608) und Börstingen starben 1697 aus Besitz ging an die von Raßler | Leitbracken Sankt Jörgenschild Teil am Neckar (1488) Schwäbischer Bund Kanton Neckar (ab 1548) | | Scheibler               |
| Ehringen                | Ehringen, Ortsteil von Wallerstein | Schenken der Grafen von Oettingen    | Die Herren von Ehringen waren oettingische Ministeriale, später Erbschenken (Schenken von Ehringen). Siedelten Ende des 13. Jahrhunderts auf Burg Stein um und nannten sich von nun an Schenken von (Schenken-) Stein.                                                                               | | | Scheibler               |
| Eisenburg               | Eisenburg | Ritteradelig                         | 1208 erste urkundliche Erwähnung. Mittelpunkt einer Herrschaft mit Amendingen, Grünenfurt, Schwaighausen, Trunkelsberg und Unterhart. 1470 im Mannesstamm ausgestorben. | Leitbracken Sankt Jörgenschild | Schloss Eisenburg weitere Bilder hier                                                                                  | Scheibler               |
| Elchingen               | Elchingen |                                      | | Leitbracken | | Ingeram-Codex Scheibler |
| Ellerbach               | Erbach oder Ellerbach | Ritter                               | Brandenburg mit Dietenheim (1313–1443), Laupheim (um 1362–1570); Mannesstamm erloschen 1570 | Leitbracken | | Ingeram Codex           |
| Ellrichshausen          | Ellrichshausen | ritteradelig Freiherren              | Ersterwähnung Burg Oulrichhausen 1240 | Leitbracken Kanton Odenwald des Ritterkreis Franken (1550–1806), mit Assumstadt, seit 1676; Ziegelhütten, Züttlingen, Maisenhelden, Teile von Jagstheim, Teile von Satteldorf und Ellrichshausen. Bis 1788 auch mit Neidenfels im 16. Jhd. auch Kanton Altmühl | | Ingeram-Codex           |
| Emerkingen              | Emerkingen | Ministeriale Herren                  | 1293 Reichsministeriale 1285–1297 Vögte des Klosters Zwiefalten vor 1297 kam die von ihnen 1230 gegründete Stadt Munderkingen an Habsburg 1367 wurde die Herrschaft an die Freyberg (Adelsgeschlecht) verkauft                                                                                       | Leitbracken | | Ingeram-Codex           |
| Emershofen              | Emershofen | Ritter                               | im 15./16. Jh. in württ. Diensten, vielfach in Württemberg begütert (Herrschaft Karpfen usw.), Ende 16. Jh. erloschen | Leitbracken | | Ingeram CodexScheibler  |
| Entringen               | Hohenentringen | Freie                                | Die Herren von Entringen gehörten von 1075 bis 1280 zum Hochadel und im 13. und 14. Jahrhundert zum Niederadel. | | Commons : Wappen derer von Entringen – Sammlung von Bildern, Videos und Audiodateien                                   | Grünenberg              |
| Enzberg                 | Enzberg erstmals 1100 erwähnt seit 1236: Herren von Enzberg nach 1384 Übersiedlung an die Donau 1409 Mühlheim an der Donau von den Herren von Weitingen gekauft Schloss Bronnen | Ministeriale Reichsritter Freiherren | Ministrale mit der Untervogtei über das Kloster Maulbronn Lehen Badens 1384 Vertreibung durch Pfalzgraf Ruprecht Mülheim als Lehen der Grafen von Hohenberg ab 1685 unter der Oberhoheit Württembergs                                                                                                | Schleglerbund Leitbracken Sankt Jörgenschild Teil im Hegau Schwäbischer Bund Kanton Hegau | Schloss Mühlheim. Noch heute im Besitz der Familie Enzberg weitere Bilder hier                                         | Siebmacher              |
| Eroldsheim              | Burg Erolzheim Unterböbingen | Reichsritter                         | | Leitbracken Kanton Kocher (1652–1689) | | ScheiblerSiebmacher     |
| Erzingen                | Erzingen | Ritter                               | Zweig der Herren von Bettmaringen, erloschen um 1520 | Leitbracken | | Scheibler               |
| Eschach, Eschbach       | Eschbach (Markgräflerland) | Ritter                               | Anfang 16. Jh. erloschen | Leitbracken | | Ingeram-Codex           |
| Eselsburg               | Burg Eselsburg in Herbrechtingen-Eselsburg | dillingische Ministerialen           | | | | Neuer Siebmacher        |
| Essendorf               | Unteressendorf | Ministerialen der Herren von Waldsee | erwähnt 1239, im Mannesstamm erloschen 1570; Ellmannsweiler (1497–vor 1543), Horn (vor 1320–1570) | Leitbracken Kanton Donau? | | Scheibler               |
| Estetten                | Ehestetten |                                      | | Leitbracken | | Ingeram-Codex           |
| Euerhausen              | Euerhausen |                                      | Besitz im Raum Crailsheim und Künzelsau, Beziehung zu Schwaben unklar | | |                         |